# 嶋潭駅
嶋潭駅（トダムえき）は、大韓民国忠清北道丹陽郡にある韓国鉄道公社の駅である。2017年現在、当駅に停車する旅客列車は存在しない。

## 利用可能な路線
- 韓国鉄道公社
  - 中央線

## 駅構造
- 1面2線の地上駅。現在はセメントなどの貨物輸送のみ取り扱っている貨物駅である。

## 歴史
- 1942年4月1日：開業[1]。
- 1961年10月30日：第2代駅舎竣工。
- 1984年12月30日：第3代駅舎竣工。
- 2006年：第4代駅舎竣工。
- 2008年12月1日：旅客輸送中止。
- 2011年3月31日：堤川駅 - 当駅間複線電化工事完成。

## 隣の駅
韓国鉄道公社
中央線
堤川駅 - (高明駅) - (三谷駅) - 嶋潭駅 - 丹陽駅